# Ssangyong Korando

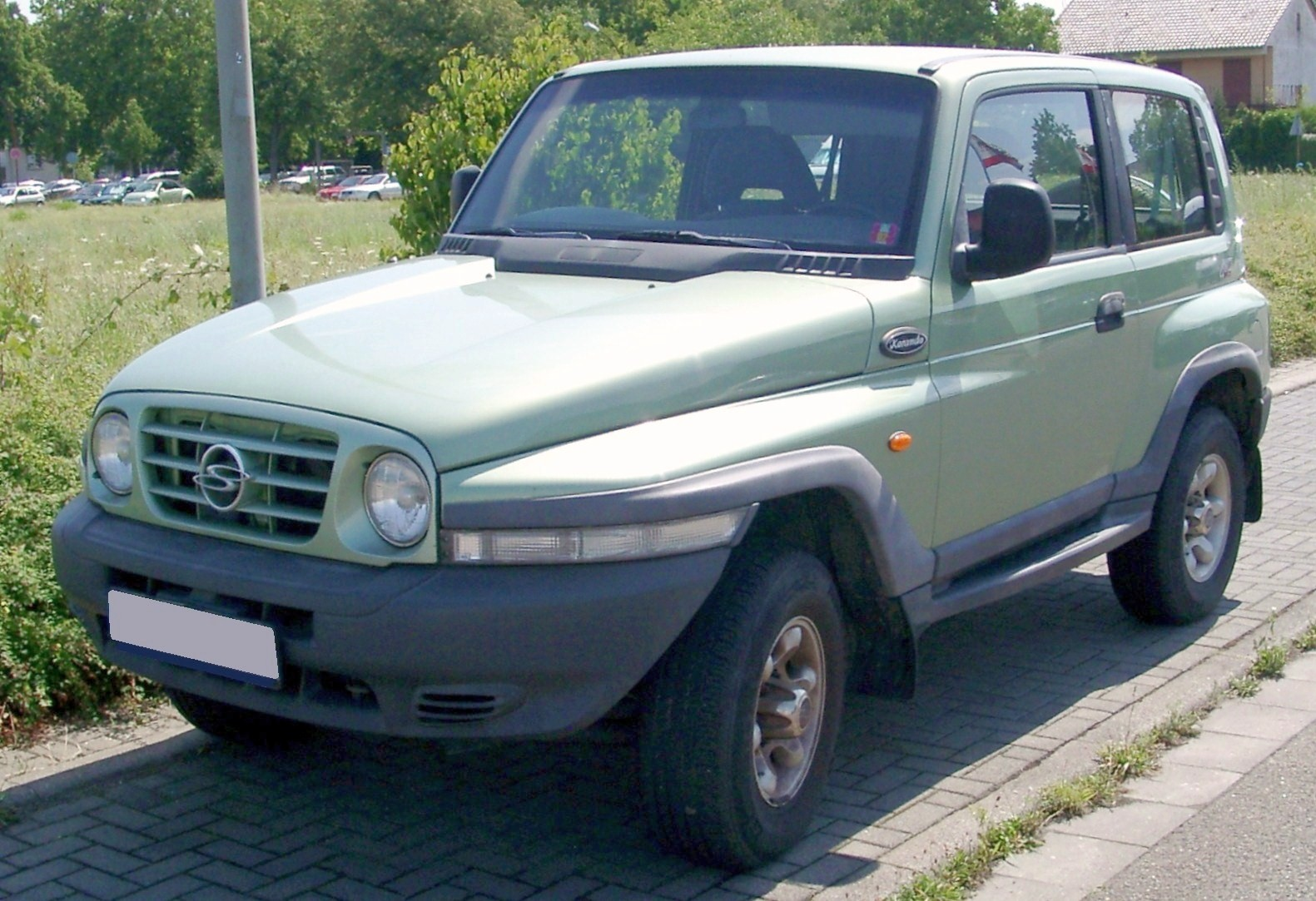
SsangYong Korando, generation 2

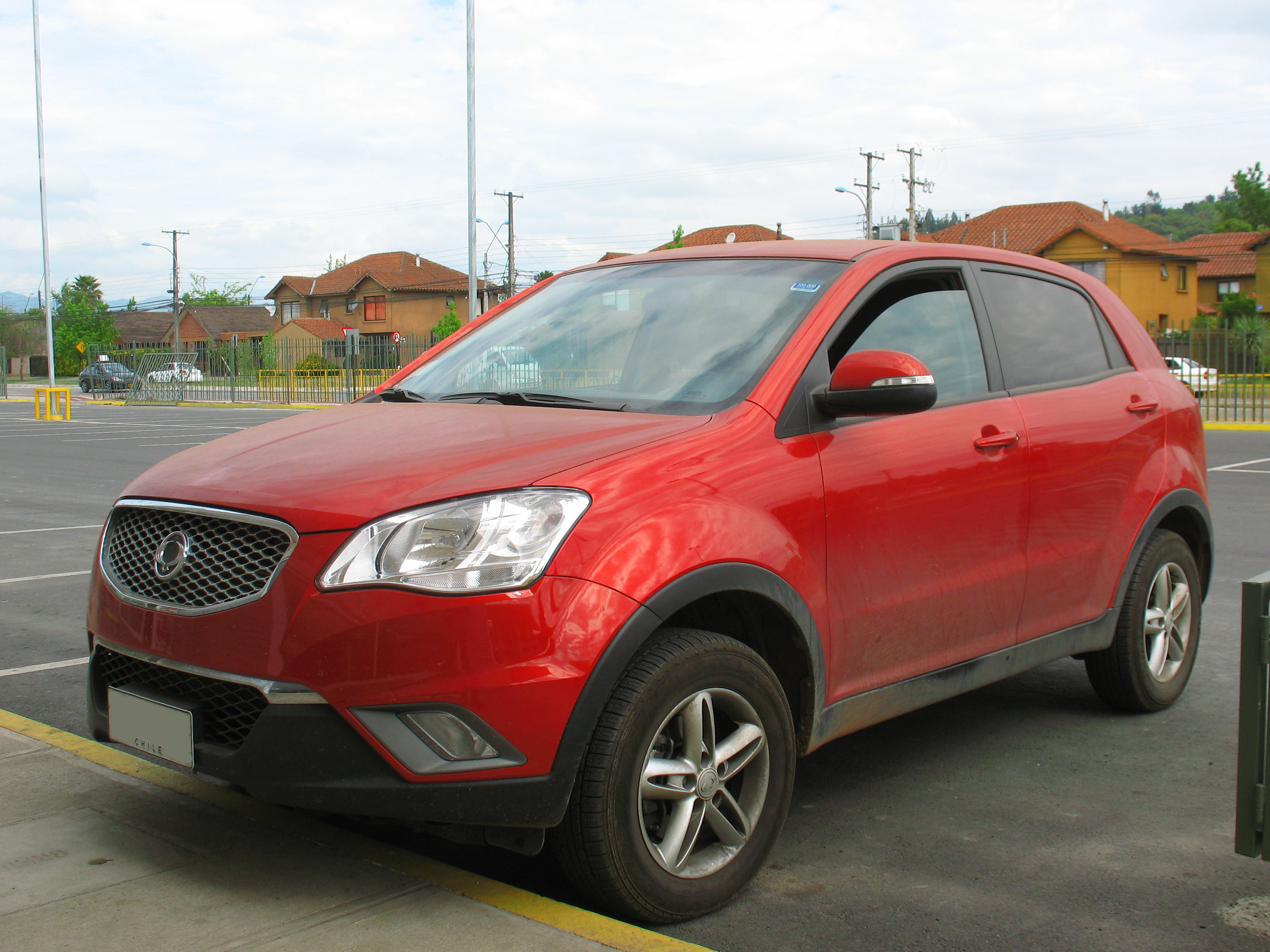
SsangYong Korando, generation 3.

Ssangyong Korando är en SUV från den koreanska biltillverkaren Ssangyong. Modellen har funnits i flera generationer. Namnet Korando är en förkortning av Korea can do; "Korea kan".

## Första generationen (1983-1996)
Första generationens Korando var en licenstillverkad variant av Jeep CJ, som tillverkades mellan 1983 och 1996.

## Andra generationen (1996-2006)
Andra generationens Korando var en tredörrars SUV som tillverkades mellan 1997 och 2001, Eftersom Daewoo köpte Ssangyong i slutet av 1990-talet, för att år 2000 åter sälja det, hette modellen Daewoo Korando mellan 1999 och 2001. Designen stod engelsmannen Ken Greenly för. Motorer och annan väsentlig teknik kom från Mercedes och fick således licenstillverkas. 
Efter att produktionen slutat 2006 licenstillverkade ryska TagAZ Korando, under namnet TagAZ Tager, förutom i 3-dörrars, även i en 5-dörrars-version.

## Tredje generationen (2010- )
2010 kom en helt ny SsangYong Korando designad av Giorgetto Giugiaros Italdesign. Denna är en femdörrars-SUV. Den fick en facelift 2014. Den tredje generationen av Ssangyong Korando, som introducerades 2010, markerade en betydande förändring i design och teknik för den koreanska tillverkaren. Till skillnad från tidigare generationer som hade en mer traditionell SUV-design, presenterade den tredje generationen en modernare och mer strömlinjeformad estetik. Bilen fick en ny front med en uppdaterad grill och skarpare strålkastare, vilket gav den ett mer samtida utseende. Dessutom var karossens linjer mer aerodynamiska, vilket inte bara förbättrade bilens design utan även dess bränsleeffektivitet.
Interiören erbjöd en rymlig och bekväm kabin med högkvalitativa materialval. Den var utrustad med en modern instrumentpanel och ett infotainmentsystem som inkluderade en pekskärm, Bluetooth-anslutning och navigationssystem. Detta gjorde att Korando strävade efter att ge en premiumkänsla trots att den var en del av massmarknadssegmentet.
Under huven erbjöds ett urval av bensin- och dieselmotorer, inklusive en 2,0-liters dieselmotor som gav tillräcklig kraft för både stadskörning och landsvägspendling. Körglädje och flexibilitet uppnåddes genom att bilen erbjöds i både framhjulsdrift och fyrhjulsdrift, beroende på användarens behov.
Säkerhetsmässigt var Korando utrustad med moderna funktioner som antisladdsystem (ESP), flera krockkuddar och ett robust chassi. Teknologiska funktioner som parkeringssensorer, backkamera och ett avancerat ljudsystem bidrog till att skapa en säker och bekväm körupplevelse.
Sammanfattningsvis var den tredje generationen av SsangYong Korando ett betydande steg framåt för tillverkaren. Med en modern design, förbättrad komfort och uppgraderad teknik blev den ett konkurrenskraftigt alternativ i SUV-segmentet när den lanserades.